# Flex Comix
Flex Comix (フレックスコミックス?, Furekkusu Komikkusu) è una società giapponese specializzata nella pubblicazione di riviste di manga e merchandising su questi ultimi e su anime. Flex Comix è affiliata con Asian Groove e Soft Bank BB, e insieme formano la società Movida Holdings. L'azienda pubblica due riviste: Comi Digi + e Monthly Shōnen Blood, al momento sospesa. Flex Comix ha anche due web comics: FlexComix Blood e FlexComix Flare.

## Pubblicazioni
- Pupipō! (aprile 2007-agosto 2009)
- Un calcio volante al mio demonio (aprile 2012-in corso)